# 田中みな実 あったかタイム
『田中みな実 あったかタイム』（たなかみなみあったかたいむ）は、2012年1月3日からTBSラジオで放送されているトーク番組。フリーアナウンサー・ファッションモデル・女優（番組開始時はTBSテレビアナウンサー）の田中みな実がパーソナリティを務める。

## 概要
番組開始当初は毎週火曜 - 金曜の17:50 - 17:57に放送していたミニ番組であった。プロ野球のシーズンに入る2012年4月7日以降は毎週土曜18:30 - 19:00の30分番組として継続されている。
株式会社サイサンによる一社提供で、TBSラジオ公式サイトでの番組名は『ガスワン presents 田中みな実 あったかタイム』という表記になっている（ガスワン（Gas One）はサイサンの家庭用LPガスのブランド名）。
内容は"ココロあたたまる"をテーマにしたトーク番組。
番組中では「夕方のひととき、ほっと一息付けるようなお話をお届けします。」とアナウンスしている。
2012年5月からは、前半はTBSのアナウンサーを呼んで話を聞くコーナー「あったかトーク」。ただし、例外的にタレントを迎えることもあった（後述）。
田中のフリーアナウンサー転身に伴い、2014年10月に全面リニューアルを実施。元同僚アナウンサーをゲストアシスタントに迎え、毎回一つのテーマについてトークを展開していた（2015年3月まで）。
番組宣伝には力を入れておらず、番組ホームページやTBSラジオ公式ホームページ「今日の番組表」での情報（ゲストなど）は乏しく、TBSラジオのX公式アカウントでは前枠番組『司馬遼太郎短篇傑作選』（系列外のラジオ大阪制作）共々、放送直前の告知ポスト（ツイート）が行われない。その後2024年5月11日に番組公式Xアカウントが立ち上げられた。ちなみに番組ホームページやメールアドレスの綴りは「attaka」ではなく「atataka」となっている。

## 番組に出演したゲスト
原則として番組初出演の年月のみ記載する（順不同）。またTBSアナウンサーと一部芸能人ゲストについては出演時点による。

### TBSアナウンサー
2012年
- 長峰由紀、石井大裕、堀井美香、佐藤渚、小林豊、新タ悦男、青木裕子

2013年
- 土井敏之、小林悠、駒田健吾、安東弘樹、江藤愛、杉山真也、山内あゆ、吉田明世、秋沢淳子、斎藤哲也、高野貴裕

2014年
- 向井政生、林みなほ、外山惠理、吉川美代子（※出演期間中に定年退職）、岡村仁美、笹川友里、加藤シルビア、小笠原亘、赤荻歩

2015年
- 古谷有美

### 芸能人・その他
2013年以前
- 吉木りさ（2012年12月 - 2013年1月）

2014年
- 品川祐（品川庄司…4月 - 5月）、博多大吉（博多華丸・大吉…6月 - 7月）、辻仁成（7月 - 8月）、ゲッターズ飯田（12月）

2015年
- 森田正光（3月）、コトブキツカサ（5月）、クマムシ（5月 - 6月）、小柳ルミ子（6月）、福田彩乃（7月）、服部潤（8月）、朝井麻由美（9月）、佐藤満春（どきどきキャンプ…12月）

2016年
- 鈴木拓（ドランクドラゴン…1月）、前田敦子（1月 - 2月）、高橋洋二（3月 - 4月）、つぶやきシロー（4月）、秀島史香（5月）、中野浩一（5月 - 6月）、上田まりえ（6月 - 7月）、ラブリ（9月）、鈴木奈々（10月 - 11月）、板野友美（11月 - 12月）、蟹江一平（12月）

2017年
- IVAN（2月 - 3月）、アンミカ（3月 - 4月）、田辺晋太郎（4月）、山﨑ケイ（相席スタート…6月）、Love Me Do（7月）、有村昆（7月）、荻野由佳（NGT48…8月 - 9月）、永野（9月）、阿佐ヶ谷姉妹（10月 - 11月）、キンタロー。（11月）

2018年
- 小宮山雄飛（ホフディラン…1月）、ふかわりょう（1月 - 2月）、横澤夏子（3月）、楠田枝里子（3月 - 4月）、ゴリ（ガレッジセール…6月）、石井正則（7月 - 8月）、大久保佳代子（オアシズ…8月）、角田晃広（東京03…8月 - 9月）、横山だいすけ（10月）、近藤サト（10月）、クリス松村（12月）

2019年
- ジェーン・スー（2月）、南雲吉則（5月 - 6月）、中野信子（8月 - 9月）、松本まりか（11月）、羽田圭介（12月）

2020年
- 小松成美（2月 - 3月）、ハリー杉山（5月）、新川優愛（5月）、滝沢秀一（マシンガンズ…7月）

2021年
- 安斉かれん（1月 - 2月）、DJ松永（Creepy Nuts…4月）、ワタナベイビー（ホフディラン…8月）、小木博明（おぎやはぎ…9月）、石橋貴明（とんねるず…10月）、稲葉友（11月）

2022年
- 徳光正行（3月）、松村沙友理（4月 - 5月）、片桐仁（5月）

2023年
- 水晶玉子（9月 - 10月）

2024年
- 池田美優（4月）、MEGUMI（7月 - 8月）、新木優子（8月）、丸山敬太（9月）、ゴー☆ジャス（11月）

### 『あったかタイム』ファミリー
定期的に呼ばれるゲスト（年に2 - 4回番組に出演）で、特に2020年代に入ってゲストの新規出演がない代わりに、ファミリーが交互に出演するようになっている。
また毎年1月下旬には、伊勢丹新宿店などで開催される「サロン・デュ・ショコラ」に合わせて、担当バイヤーをゲストに起用している（田中がチョコレート愛好者であることから）。
- ジェーン・スー
- 小宮山雄飛
- ふかわりょう
- コトブキツカサ
- 鈴木拓
- 永野
- 稲葉友
- 堀井美香
- DJ松永
- 小木博明

## テーマソング
- The Award For The Most Stupid Question（Schroeder-Headz）　2014年10月4日 -
- 星屑サンセット -YUKIいないversion-（YUKI）　2012年4月7日 - 2014年9月27日
- Grace Days（アイ・アム・ロボット・アンド・プラウド）　2012年1月3日 - 3月30日